# Intel Quark
Intel Quark was een serie system-on-a-chips (SoC) en microcontrollers van Intel die vanaf 2013 werd geproduceerd. De 32 bits processor is gebaseerd op de x86-instructieset. De SoC is kleiner en energiezuiniger dan de Intel Atom en ondersteunt alleen een ingebed besturingssysteem.
Begin 2015 kondigde Intel de Curie-module aan voor wearables, die is gebaseerd op een Quark SE-kern met 80 kB SRAM en 384 kB flashgeheugen.
In januari 2019 kondigde Intel het einde aan van de Quark. Bestellingen waren mogelijk tot juli 2019, de laatste leveringen zijn gepland in juli 2020.

## Beschrijving
De eerste Quark-chip die op de markt kwam heeft een klokfrequentie van 400 MHz. Het heeft diverse interfaces, zoals voor PCI Express, seriële UART, I²C-bus, ethernet, USB en GPIO. De Quark heeft 16 kB aan ingebed SRAM en een geïntegreerde DDR3 geheugencontroller.
De Quark werd onder meer toegepast in de Intel Galileo, een type singleboardcomputer uit 2013.

## Modellen
| Jaar | Modelnummer       | Klokfrequentie | Cache | Geheugen     |
| ---- | ----------------- | -------------- | ----- | ------------ |
| 2013 | Quark X1000       | 400 MHz        | 16 kB | DDR3-800 MHz |
| 2014 | Quark X1000-serie | 400 MHz        | 16 kB | DDR3-800 MHz |
| 2015 | Quark D1000       | 32 MHz         |       | eSRAM        |
| 2015 | Quark D2000       | 32 MHz         |       | eSRAM        |
| 2015 | Quark SE C1000    | 32 MHz         | 8 kB  | eSRAM        |